# Втрати 15-го батальйону територіальної оборони (Донбас, РФ)
У статті наведено подробиці поіменних втрат 15-го батальйону територіальної оборони «СССР-Брянка»,  збройного формування 2-го армійського корпусу окупаційних військ РФ на Донбасі.

## Війна на сході України
| п/п | Ім'я                                          | Звання, посада                          | Місце смерті      | Дата народження | Дата смерті |
| --- | --------------------------------------------- | --------------------------------------- | ----------------- | --------------- | ----------- |
| 1.  | Меснянкін Дмитро Олександрович                |                                         |                   | 17.01.1974      | ??.10.2014  |
| 2.  | Грибунов Віктор Миколайович ("Красивий")      |                                         | Брянка            | 24.03.1989      | 01.01.2015  |
| 3.  | Федорченко Олексій Андрійович ("Федора")      |                                         | Брянка            | 20.07.1997      | 28.02.2015  |
| 4.  | Проявко Олександр Михайлович ("Терек")        |                                         | Перевальськ       | 02.09.1982      | 27.07.2015  |
| 5.  | Олійников Віталій Євгенович ("Вітас")         | майор, заступник командира по озброєнню | Новоолександрівка | 16.09.1975      | 08.08.2015  |
| 6.  | Щелкунов Сергій Сергійович ("Щелкун")         |                                         |                   | 27.12.1978      | 18.08.2015  |
| 7.  | Піскунов Георгій Олександрович ("Гоша/Одеса") |                                         | Попасна           | 22.11.1982      | 21.08.2015  |
| 8.  | Бондаренко Ігор Олександрович ("Бонд")        |                                         |                   | 14.02.1968      | 21.10.2015  |
| 9.  | Малигін Віталій Вікторович ("Вітас")          | командир саперного взводу               |                   | 29.09.1980      | 05.01.2016  |
| 10. | Цубатов Андрій Валерійович ("Шрек")           |                                         | Первомайськ       | 14.05.1975      | 08.07.2016  |
| 11. | Грибунов Сергій Миколайович                   |                                         |                   | 02.07.1995      | 25.11.2016  |
| 12. | Дорофеєв Дмитро Михайлович                    |                                         | Первомайськ       | 17.07.1987      | 02.03.2017  |
| 13. | Шаповалов Сергій Юрійович ("Шульц")           |                                         |                   | 09.08.1985      | 22.05.2017  |
| 14. | Петросян Раффі Петикович ("Пірат")            |                                         |                   | 02.09.1981      | 21.06.2017  |
| 15. | Сабанчєєв Євген Сергійович ("Арбат")          |                                         |                   | 01.10.1985      | 10.12.2018  |
| 16. | Буригін Микита Сергійович ("Кама")            |                                         | Золоте            | 01.07.1976      | 07.02.2020  |
| 17. | Галеча Олександр Анатолійович                 |                                         | Золоте            | 12.08.1974      | 07.02.2020  |
| 18. | Федоричев Олександр Валерійович ("Лекс")      |                                         | Золоте            | 01.02.1986      | 07.02.2020  |
| 18. | Люликов Олексій Олексійович ("Льолік")        | сержант                                 | Золоте            | 06.10.1996      | 07.02.2020  |
| 20. | Бессонов Данил Дмитрович ("Сліпий")           |                                         |                   | 11.07.1978      | 05.09.2021  |

## Вторгнення РФ в Україну (з 2022)
| п/п | Ім'я                         | Звання, посада        | Місце смерті | Дата народження | Дата смерті |
| --- | ---------------------------- | --------------------- | ------------ | --------------- | ----------- |
| 1.  | Кітенко Олександр Леонідович | старший механік-водій |              | 20.12.1974      | 15.03.2022  |
| 2.  | Івашин Роман Вікторович      |                       |              | 22.12.1989      | 06.06.2022  |